# Nikolai Reek
Nikolai Reek VR I/2, VR II/2, VR II/3 (nacido Nikolai Bazykov; 1 de febrero de 1890 en Tallin, Gobernación de Estonia - 8 de mayo de 1942 en Ussollag, Óblast de Perm, Unión Soviética) fue el comandante militar estonio durante la Guerra de Independencia de Estonia.
En 1910, se graduó de la Academia Militar Chuguyev. Participó en la Primera Guerra Mundial y en 1917 se graduó de la Academia Militar Imperial Nicolás. Reek se unió a las unidades estonias en 1917 y fue Jefe de Estado Mayor hasta su disolución. Posteriormente, organizó la Liga de Defensa en Virumaa. Durante la Guerra de Liberación de Estonia, Reek fue inicialmente comandante del 5.º regimiento en el Frente de Viru; en enero de 1919, jefe de Estado Mayor de la 1.ª División; en abril, jefe de Estado Mayor de la 3.ª División. Reek desempeñó un papel importante en la victoria contra el Baltische Landeswehr. En septiembre de 1919, alcanzó el rango de coronel y se desempeñó como Jefe de Estado Mayor del Frente de Viru. 
Tras la guerra, Reek ocupó repetidamente los cargos de Jefe de Estado Mayor, Ministro de Defensa y Comandante de la 2.ª División. En 1938, Reek fue ascendido a teniente general. En 1939, fue nombrado ministro de Defensa en el gabinete de Jüri Uluots. En 1941, las autoridades de ocupación soviéticas arrestaron a Reek, quien se encontraba preso en Usollag, y al año siguiente lo ejecutaron. Reek recibió la Orden Militar Letona de Lāčplēsis, de 2.ª clase.